# Sorbus insignis
Sorbus insignis là loài thực vật có hoa trong họ Hoa hồng. Loài này được (Hook. f.) Hedl. miêu tả khoa học đầu tiên năm 1901.

## Hình ảnh

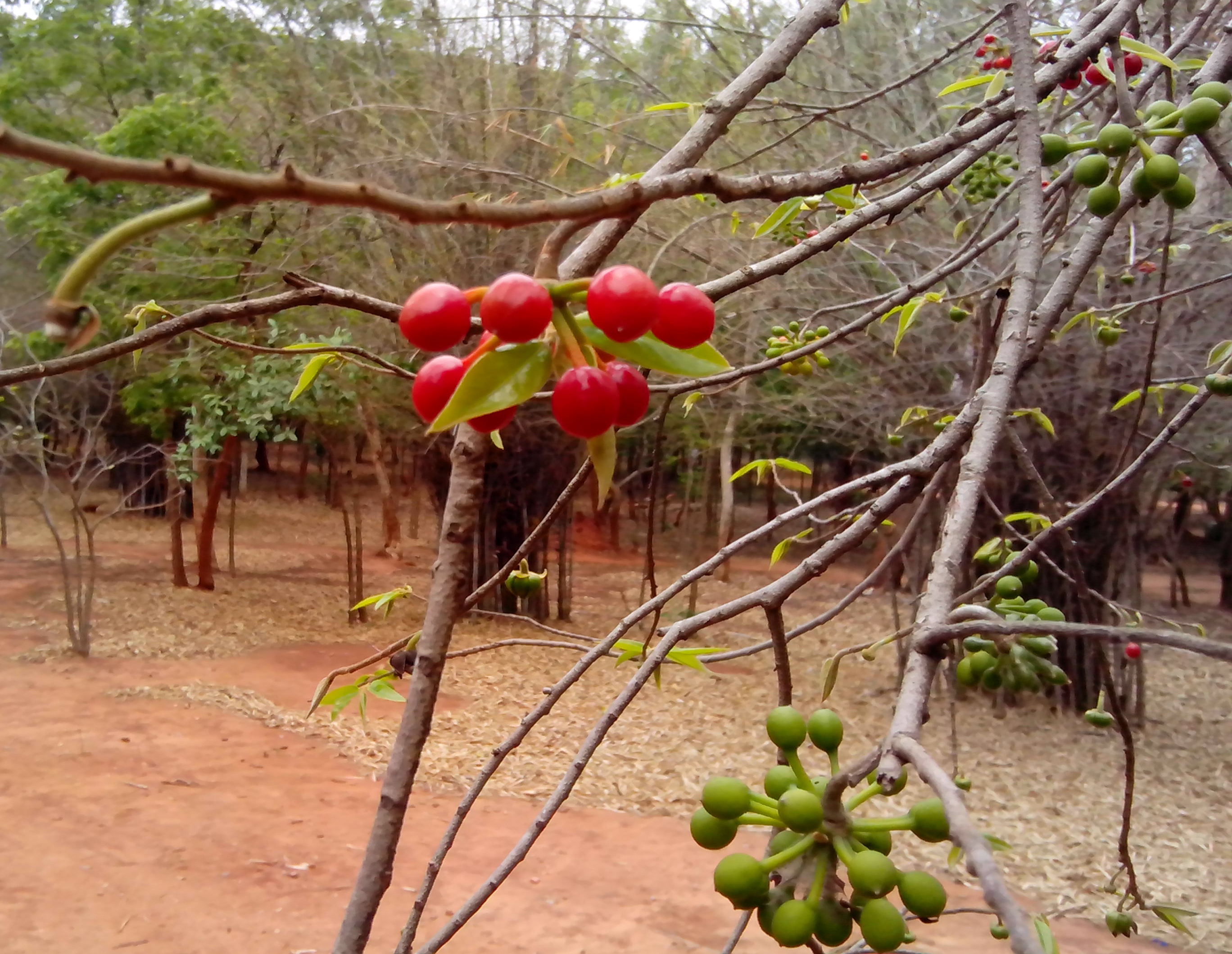
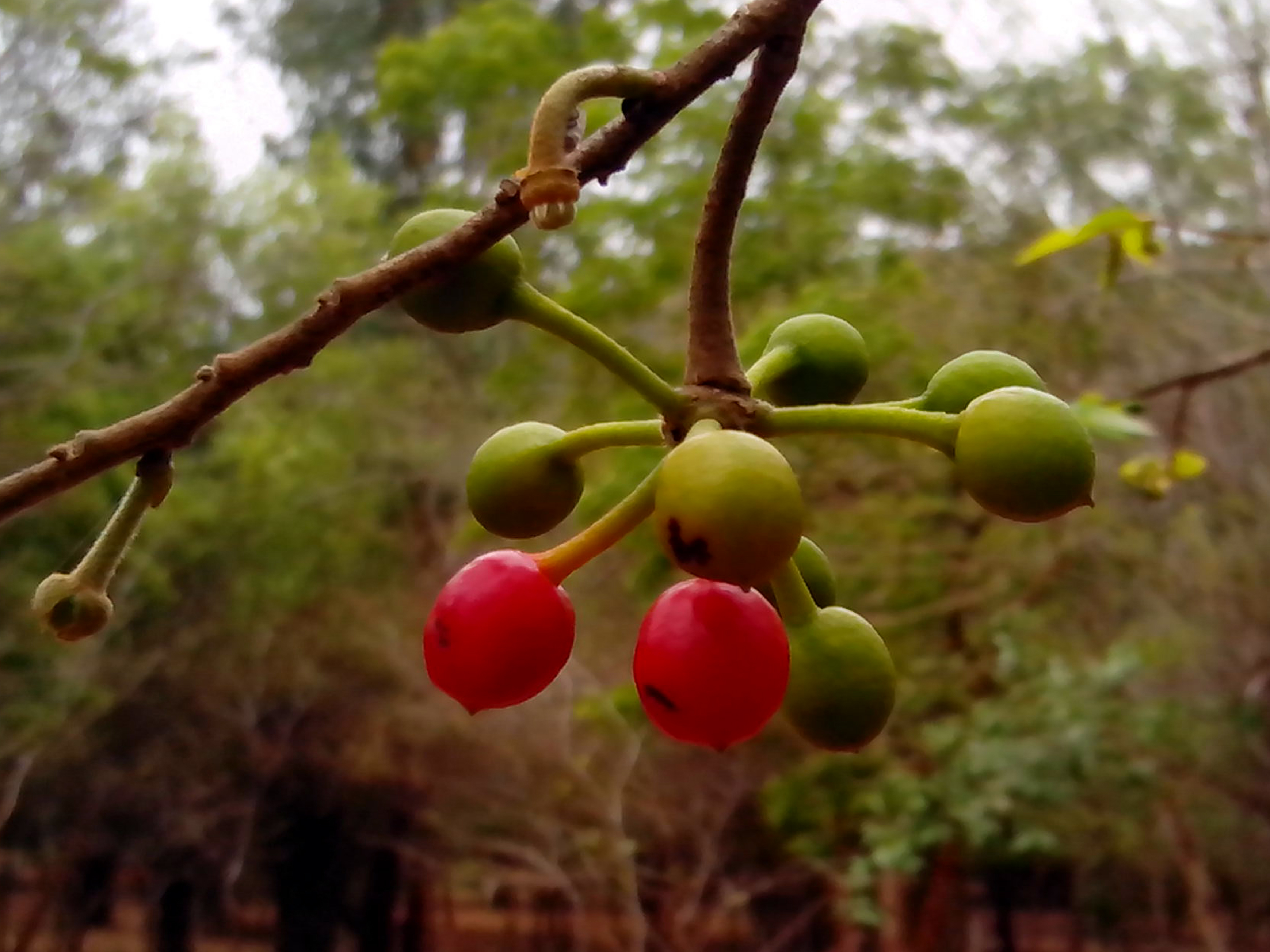
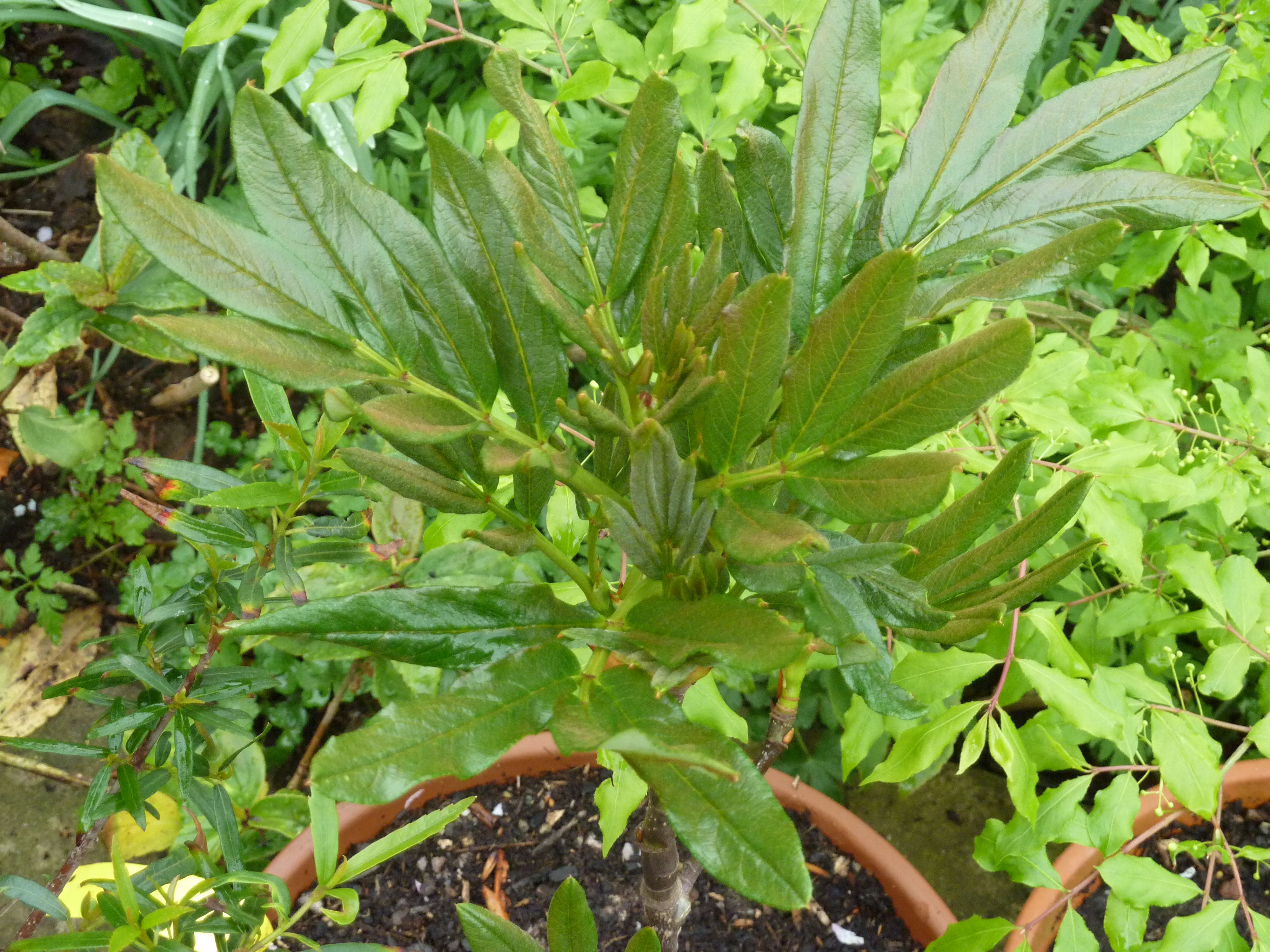